# Gunduru, Shimoga
Gunduru là một làng thuộc tehsil Shimoga, huyện Shimoga, bang Karnataka, Ấn Độ.